# Campeonato Colombiano de Futebol de 2019 – Primeira Divisão
A Primeira Divisão do Campeonato Colombiano de Futebol de 2019, também conhecida como Categoría Primera A (oficialmente como Liga Águila por conta do patrocínio), foi a 72.ª temporada da principal divisão do futebol colombiano. A liga que conta com a participação de 20 times é organizada pela División Mayor del Fútbol Colombiano (DIMAYOR), entidade esportiva responsável pelos torneios de futebol profissional e ligada à Federação Colombiana de Futebol (FCF), entidade máxima do futebol na Colômbia. A temporada começou em 25 de janeiro e terminou em 7 de dezembro de 2019. O certame foi dividido em dois torneios próprios e independentes, a Liga Aguila I no primeiro semestre do ano e a Liga Aguila II no segundo semestre, e por conta disso, coroou dois campeões.
O primeiro torneio da temporada foi vencido pelo Junior Barranquilla. O clube, apesar dos excessivos 12 empates em 20 rodadas, conseguiu avançar à segunda fase na sétima colocação. Na segunda fase, garantiu vaga na final ao terminar em primeiro no quadrangular do seu grupo. Venceu por 1 a 0, o primeiro jogo da final, no Estádio Metropolitano Roberto Meléndez, e recebeu o troco no Estádio El Campín, onde o Deportivo Pasto foi obrigado a ser mandante por falta de capacidade em sua casa, resultado que forçou os pênaltis. Os Tiburones foram perfeitos na marca da cal, convertendo todas as suas cinco cobranças e contando com o erro na última batida do Deportivo Pasto.
Já no segundo torneio da temporada, quem levou a melhor foi o América de Cali, que conquistou o décimo quarto título da primeira divisão colombiana, derrotando os atuais campeões por 2–0 no agregado das partidas finais.

## Regulamento

### Sistema de disputa
A Liga Águila (ou Primera A) da temporada de 2019 é disputada por vinte clubes e dividida em dois torneios oficiais e independentes: Liga Águila I e Liga Águila II. Cada um desses torneios terá três fases: todos contra todos, quadrangulares e final. A primeira fase é classificatória e ocorre no sistema de pontos corridos, num total de 20 rodadas. Os oitos melhores times se classificam para a fase seguinte, onde serão divididos em dois grupos – A e B –, e disputarão entre si dois quadrangulares com jogos de ida e volta; em caso de igualdade na pontuação, tanto na fase classificatória como nos quadrangulares, são critérios de desempate: 1) melhor saldo de gols, 2) mais gols pró, 3) mais gols pró como visitante, 4) menos gols sofridos como visitante, 5) sorteio. E por fim, temos a fase final, com a decisão do título em jogos de ida e volta pelos vencedores de cada quadrangular; em caso de igualdade na pontuação nesta fase, são critérios de desempate: 1) melhor saldo de gols, 2) cobrança de pênaltis.
Ao final da temporada, os campeões da Liga Águila I e Liga Águila II e o clube mais bem posicionado (com exceção dos dois campeões) da classificação geral (Liga Águila I + Liga Águila II) se classificam à Taça Libertadores de 2020, os quatro clubes subsequentes (com exceção dos já classificados à Taça Libertadores) se classificam à Copa Sul-Americana de 2020. Sobre o rebaixamento: os dois piores pontuadores com base na média de pontos acumulada por partida ("promédios") nas últimas três temporadas, incluída a atual, caem direto para a Segunda Divisão de 2020.

## Participantes
| Equipe                 | Cidade          | Departamento       | Estádio (mando)                | Capacidade | Título (último)        |
| ---------------------- | --------------- | ------------------ | ------------------------------ | ---------- | ---------------------- |
| Alianza Petrolera      | Barrancabermeja | Santander          | Daniel Villa Zapata            | 10 400     | 0 (nenhum)             |
| América                | Cali            | Valle del Cauca    | Pascual Guerrero               | 42 000     | 13 (último em 2008–I)  |
| Atlético Bucaramanga   | Bucaramanga     | Santander          | Alfonso López                  | 25 000     | 0 (nenhum)             |
| Atlético Huila         | Neiva           | Huila              | Guillermo Plazas Alcid         | 25 000     | 0 (nenhum)             |
| Atlético Nacional      | Medellín        | Antioquia          | Atanasio Girardot              | 48 700     | 16 (último em 2017–I)  |
| Cúcuta Deportivo       | Cúcuta          | Norte de Santander | General Santander              | 45 000     | 1 (em 2006–II)         |
| Deportes Tolima        | Ibagué          | Tolima             | Manuel Murillo Toro [a]        | 30 000     | 2 (último em 2018–I)   |
| Deportivo Cali         | Cali            | Valle del Cauca    | Deportivo Cali                 | 44 000     | 9 (último em 2015–I)   |
| Deportivo Pasto        | Pasto           | Nariño             | Municipal de Ipiales [b]       | 7 000      | 1 (em 2006–I)          |
| Envigado               | Envigado        | Antioquia          | Polideportivo Sur              | 14 000     | 0 (nenhum)             |
| Independiente Medellín | Medellín        | Antioquia          | Atanasio Girardot              | 48 700     | 6 (último em 2016–I)   |
| Jaguares               | Montería        | Córdoba            | Jaraguay                       | 12 000     | 0 (nenhum)             |
| Junior Barranquilla    | Barranquilla    | Atlántico          | Metropolitano Roberto Meléndez | 50 000     | 8 (último em 2018–II)  |
| La Equidad             | Bogotá          | Cundinamarca       | Metropolitano de Techo         | 10 000     | 0 (nenhum)             |
| Millonarios            | Bogotá          | Cundinamarca       | Nemesio Camacho El Campín      | 40 000     | 15 (último em 2017–II) |
| Once Caldas            | Manizales       | Caldas             | Palogrande                     | 43 600     | 4 (último em 2010–II)  |
| Patriotas              | Tunja           | Boyacá             | La Independencia               | 20 630     | 0 (nenhum)             |
| Rionegro Águilas       | Rionegro        | Antioquia          | Alberto Grisales               | 14 000     | 0 (nenhum)             |
| Santa Fe               | Bogotá          | Cundinamarca       | Nemesio Camacho El Campín      | 40 000     | 9 (último em 2016–II)  |
| Unión Magdalena        | Santa Marta     | Magdalena          | Sierra Nevada                  | 16 126     | 0 (nenhum)             |

Notas:
[a] ^ O Deportes Tolima usou o Estádio Metropolitano de Techo em Bogotá pela primeira rodada da Liga Águila I ante o Rionegro Águilas por conta de manutenção no Estádio Manuel Murillo Toro.
[b] ^ O Deportivo Pasto usará temporariamente o Estádio Municipal de Ipiales em Ipiales por conta das obras de remodelação do Estádio Departamental Libertad.

## Liga Águila I

### Primeira fase da Liga Águila I
A primeira fase (ou fase classificatória) começou em 25 de janeiro e contou com 19 (dezenove) rodadas no todos contra todos, mais uma rodada extra com jogos entre os rivais regionais, totalizando assim 20 (vinte) rodadas. Terminou em 5 de maio, com as oito melhores equipes desta fase avançando para os quadrangulares.

#### Classificação final da Primeira fase da Liga Águila I
| Pos | Equipe                 | Pts | J  | V  | E  | D  | GP | GC | SG  | Classificação              |
| --- | ---------------------- | --- | -- | -- | -- | -- | -- | -- | --- | -------------------------- |
| 1   | Millonarios            | 39  | 20 | 11 | 6  | 3  | 30 | 15 | +15 | Avançam aos Quadrangulares |
| 2   | Deportivo Cali         | 33  | 20 | 9  | 6  | 5  | 22 | 17 | +5  | Avançam aos Quadrangulares |
| 3   | Deportes Tolima        | 32  | 20 | 9  | 5  | 6  | 27 | 16 | +11 | Avançam aos Quadrangulares |
| 4   | América de Cali        | 32  | 20 | 9  | 5  | 6  | 26 | 20 | +6  | Avançam aos Quadrangulares |
| 5   | Atlético Nacional      | 31  | 20 | 8  | 7  | 5  | 24 | 19 | +5  | Avançam aos Quadrangulares |
| 6   | Deportivo Pasto        | 31  | 20 | 8  | 7  | 5  | 19 | 14 | +5  | Avançam aos Quadrangulares |
| 7   | Junior Barranquilla    | 30  | 20 | 6  | 12 | 2  | 24 | 18 | +6  | Avançam aos Quadrangulares |
| 8   | Unión Magdalena        | 30  | 20 | 8  | 6  | 6  | 24 | 24 | 0   | Avançam aos Quadrangulares |
| 9   | Independiente Medellín | 28  | 20 | 7  | 7  | 6  | 30 | 24 | +6  |                            |
| 10  | Once Caldas            | 28  | 20 | 8  | 4  | 8  | 20 | 16 | +4  |                            |
| 11  | Cúcuta Deportivo       | 27  | 20 | 8  | 3  | 9  | 25 | 27 | −2  |                            |
| 12  | Patriotas              | 27  | 20 | 7  | 6  | 7  | 20 | 31 | −11 |                            |
| 13  | Envigado               | 24  | 20 | 5  | 9  | 6  | 22 | 20 | +2  |                            |
| 14  | Alianza Petrolera      | 23  | 20 | 5  | 8  | 7  | 17 | 19 | −2  |                            |
| 15  | Jaguares               | 23  | 20 | 5  | 8  | 7  | 20 | 27 | −7  |                            |
| 16  | La Equidad             | 22  | 20 | 4  | 10 | 6  | 21 | 22 | −1  |                            |
| 17  | Atlético Bucaramanga   | 21  | 20 | 5  | 6  | 9  | 17 | 26 | −9  |                            |
| 18  | Atlético Huila         | 19  | 20 | 4  | 7  | 9  | 19 | 32 | −13 |                            |
| 19  | Rionegro Águilas       | 16  | 20 | 3  | 7  | 10 | 17 | 30 | −13 |                            |
| 20  | Santa Fe               | 14  | 20 | 1  | 11 | 8  | 17 | 24 | −7  |                            |

### Quadrangulares da Liga Águila I
Os 8 (oito) times classificados aos quadrangulares foram divididos em 2 (dois) grupos: Grupo A e Grupo B. Os clubes ocupantes da primeira e segunda posição na fase classificatória, serão "cabeças" de grupo, enquanto os demais integrantes de cada grupo serão definidos mediante sorteio; os ocupantes de posições ímpares (3.º, 5.º e 7.º) irão ao grupo A ou B, enquanto que os das posições pares (4.º, 6.º e 8.º) irão ao grupo contrário. Os vencedores de cada grupo avançaram para as finais.

#### Classificação final do Grupo A da Liga Águila I
| Pos | Equipe          | Pts | J | V | E | D | GP | GC | SG  | Classificação  |     | PAS | MIL | AME | MAG |
| --- | --------------- | --- | - | - | - | - | -- | -- | --- | -------------- | --- | --- | --- | --- | --- |
| 1   | Deportivo Pasto | 13  | 6 | 4 | 1 | 1 | 11 | 3  | +8  | Avança à Final |     | —   | 1–1 | 1–0 | 3–0 |
| 2   | Millonarios     | 11  | 6 | 3 | 2 | 1 | 7  | 5  | +2  |                |     | 1–0 | —   | 1–2 | 1–0 |
| 3   | América de Cali | 9   | 6 | 3 | 0 | 3 | 9  | 7  | +2  |                | 0–3 | 1–2 | —   | 4–0 |     |
| 4   | Unión Magdalena | 1   | 6 | 0 | 1 | 5 | 2  | 14 | −12 |                | 1–3 | 1–1 | 0–2 | —   |     |

#### Classificação final do Grupo B da Liga Águila I
| Pos | Equipe              | Pts | J | V | E | D | GP | GC | SG | Classificação  |     | JUN | TOL | CAL | NAC |
| --- | ------------------- | --- | - | - | - | - | -- | -- | -- | -------------- | --- | --- | --- | --- | --- |
| 1   | Junior Barranquilla | 12  | 6 | 3 | 3 | 0 | 9  | 5  | +4 | Avança à Final |     | —   | 1–1 | 2–0 | 0–0 |
| 2   | Deportes Tolima     | 12  | 6 | 3 | 3 | 0 | 9  | 6  | +3 |                |     | 1–1 | —   | 1–1 | 2–1 |
| 3   | Deportivo Cali      | 4   | 6 | 1 | 1 | 4 | 6  | 9  | −3 |                | 1–2 | 1–2 | —   | 0–1 |     |
| 4   | Atlético Nacional   | 4   | 6 | 1 | 1 | 4 | 6  | 10 | −4 |                | 2–3 | 1–2 | 1–3 | —   |     |

### Fase final da Liga Águila I
Os dois clubes classificados da fase anterior, definiram o campeão e o vice-campeão da Liga Águila I de 2019 em 2 (duas) partidas, uma de ida e outra de volta. Sendo que o mando de campo do jogo de volta foi do time com a melhor posição na classificação geral da Liga Águila I, onde foram computados os resultados nas duas fases anteriores da Liga Águila I.

#### Final da Liga Águila I
| 8 de junho de 2019 | Junior Barranquilla | 1 – 0     | Deportivo Pasto | Barranquilla                                                                      |  |
| 19:30              | - Sambueza 65'      | Relatório |                 | Estádio: Metropolitano Roberto Meléndez Público: 40 000 Árbitro: Alexander Ospina |  |

| 12 de junho de 2019                           | Deportivo Pasto | 1 – 0 (4–5 pen.)                             | Junior Barranquilla | Bogotá                                                      |  |
| 19:45                                         | - Vanegas 81'   | Relatório                                    |                     | Estádio: El Campín Público: 25 722 Árbitro: Carlos Betancur |  |
|                                               |                 | Penalidades                                  |                     |                                                             |  |
| - Cardona - Núñez - Vázquez - Volpi - Vanegas |                 | - Narváez - Rangel - Pérez - Sánchez - Viera |                     |                                                             |  |

O Junior Barranquilla conquistou o bicampeonato colombiano, ao superar nas cobranças de pênaltis o Deportivo Pasto por 5 a 4, após ser derrotado no tempo normal por 1 a 0, no estádio El Campín, em Bogotá. Foi a primeira vez na história que o Junior conquista dois títulos consecutivamente. Além disso, este é o nono troféu do Campeonato Colombiano do clube. Como venceu o jogo de ida, no último sábado, por 1 a 0, os visitantes necessitavam apenas de um empate para levantarem a taça. Porém, quando o confronto se encaminhava para um 0 a 0, Ray Vanegas, aos 36 minutos do segundo tempo, aproveitando uma falha da defesa, fez 1 a 0 para o Deportivo, levando a decisão para os pênaltis.

### Premiação da Liga Águila I
| Campeonato Colombiano de 2019 Primeira Divisão |
| Liga Águila I                                  |
| ---------------------------------------------- |
| Junior Barranquilla Campeão (9º título)        |

## Liga Águila II

### Primeira fase da Liga Águila II
A primeira fase (ou fase classificatória) começou em 13 de julho com o mesmo formato da Liga Águila I, apenas com o mando de campo invertido. Terminará em 3 de novembro, com as oito melhores equipes desta fase avançando para os quadrangulares.

#### Classificação final da Primeira fase da Liga Águila II
| Pos | Equipe                 | Pts | J  | V  | E  | D  | GP | GC | SG  | Classificação              |
| --- | ---------------------- | --- | -- | -- | -- | -- | -- | -- | --- | -------------------------- |
| 1   | Atlético Nacional      | 35  | 20 | 9  | 8  | 3  | 30 | 17 | +13 | Avançam aos Quadrangulares |
| 2   | América de Cali        | 35  | 20 | 10 | 5  | 5  | 29 | 26 | +3  | Avançam aos Quadrangulares |
| 3   | Deportivo Cali         | 34  | 20 | 10 | 4  | 6  | 34 | 25 | +9  | Avançam aos Quadrangulares |
| 4   | Junior Barranquilla    | 33  | 20 | 9  | 6  | 5  | 16 | 9  | +7  | Avançam aos Quadrangulares |
| 5   | Santa Fe               | 32  | 20 | 9  | 5  | 6  | 22 | 12 | +10 | Avançam aos Quadrangulares |
| 6   | Deportes Tolima        | 32  | 20 | 9  | 5  | 6  | 24 | 16 | +8  | Avançam aos Quadrangulares |
| 7   | Alianza Petrolera      | 32  | 20 | 8  | 8  | 4  | 17 | 14 | +3  | Avançam aos Quadrangulares |
| 8   | Cúcuta Deportivo       | 32  | 20 | 9  | 5  | 6  | 28 | 28 | 0   | Avançam aos Quadrangulares |
| 9   | Independiente Medellín | 31  | 20 | 9  | 4  | 7  | 32 | 26 | +6  |                            |
| 10  | Once Caldas            | 28  | 20 | 7  | 7  | 6  | 26 | 20 | +6  |                            |
| 11  | Millonarios            | 28  | 20 | 8  | 4  | 8  | 24 | 27 | −3  |                            |
| 12  | Atlético Bucaramanga   | 25  | 20 | 6  | 7  | 7  | 23 | 23 | 0   |                            |
| 13  | Rionegro Águilas       | 24  | 20 | 5  | 9  | 6  | 25 | 27 | −2  |                            |
| 14  | Deportivo Pasto        | 23  | 20 | 5  | 8  | 7  | 24 | 25 | −1  |                            |
| 15  | Patriotas              | 23  | 20 | 5  | 8  | 7  | 19 | 20 | −1  |                            |
| 16  | Envigado               | 23  | 20 | 5  | 8  | 7  | 23 | 28 | −5  |                            |
| 17  | La Equidad             | 20  | 20 | 4  | 8  | 8  | 19 | 24 | −5  |                            |
| 18  | Atlético Huila         | 16  | 20 | 2  | 10 | 8  | 13 | 24 | −11 |                            |
| 19  | Jaguares               | 15  | 20 | 3  | 6  | 11 | 11 | 34 | −23 |                            |
| 20  | Unión Magdalena        | 14  | 20 | 3  | 5  | 12 | 14 | 28 | −14 |                            |

### Quadrangulares da Liga Águila II
Esta fase se desenrolará de modo semelhante aos quadrangulares da Liga Águila I.

#### Grupo A da Liga Águila II
| Pos | Equipe              | Pts | J | V | E | D | GP | GC | SG | Classificado   |     | JUN | TOL | NAC | CUC |
| --- | ------------------- | --- | - | - | - | - | -- | -- | -- | -------------- | --- | --- | --- | --- | --- |
| 1   | Junior Barranquilla | 11  | 6 | 3 | 2 | 1 | 11 | 8  | +3 | Avança à Final |     | —   | 1–3 | 2–0 | 1–0 |
| 2   | Deportes Tolima     | 9   | 6 | 2 | 3 | 1 | 7  | 5  | +2 |                |     | 2–2 | —   | 1–0 | 0–1 |
| 3   | Atlético Nacional   | 8   | 6 | 2 | 2 | 2 | 7  | 7  | 0  |                | 2–2 | 1–1 | —   | 3–1 |     |
| 4   | Cúcuta Deportivo    | 4   | 6 | 1 | 1 | 4 | 3  | 8  | −5 |                | 1–3 | 0–0 | 0–1 | —   |     |

#### Grupo B da Liga Águila II
| Pos | Equipe            | Pts | J | V | E | D | GP | GC | SG | Classificado   |     | AME | SFE | CAL | APE |
| --- | ----------------- | --- | - | - | - | - | -- | -- | -- | -------------- | --- | --- | --- | --- | --- |
| 1   | América de Cali   | 12  | 6 | 4 | 0 | 2 | 9  | 5  | +4 | Avança à Final |     | —   | 2–0 | 1–0 | 3–1 |
| 2   | Santa Fe          | 8   | 6 | 2 | 2 | 2 | 5  | 6  | −1 |                |     | 2–1 | —   | 1–1 | 1–0 |
| 3   | Deportivo Cali    | 8   | 6 | 2 | 2 | 2 | 6  | 6  | 0  |                | 2–1 | 1–0 | —   | 0–0 |     |
| 4   | Alianza Petrolera | 5   | 6 | 1 | 2 | 3 | 5  | 8  | −3 |                | 0–1 | 1–1 | 3–2 | —   |     |

### Fase final da Liga Águila II
Esta fase se desenrolará de modo semelhante às finais da Liga Águila I.

#### Final da Liga Águila II
A final entre Junior Barranquilla e América de Cali marca a estreia do VAR (VAR, do inglês Video Assistant Referee) no futebol colombiano.
| 1 de dezembro de 2019 | Junior Barranquilla | 0 – 0     | América de Cali | Barranquilla                                                   |  |
| 19:00                 |                     | Relatório |                 | Estádio: Metropolitano Roberto Meléndez Árbitro: Mario Herrera |  |

| 7 de dezembro de 2019 | América de Cali          | 2 – 0     | Junior Barranquilla | Cáli                                             |  |
| 17:00                 | - Viera 19' - Sierra 34' | Relatório |                     | Estádio: Pascual Guerrero Árbitro: Wilmar Roldán |  |

América de Cali venceu por 2–0 no agregado.

### Premiação da Liga Águila II
| Campeonato Colombiano de 2019        |
| Liga Águila II                       |
| ------------------------------------ |
| América de Cali Campeão (14º título) |

## Classificação geral
A tabela de classificação geral será confeccionada com a soma dos pontos obtidos pelos clubes em todas as partidas da Liga Águila I e Liga Águila II, em todas as suas fases. Em caso de igualdade na pontuação, são critérios de desempate: 1) melhor saldo de gols, 2) mais gols pró, 3) mais gols pró como visitante, 4) menos gols sofridos como visitante, 5) sorteio.
| Pos | Equipe                  | Pts | J  | V  | E  | D  | GP | GC | SG  | Classificação                               |
| --- | ----------------------- | --- | -- | -- | -- | -- | -- | -- | --- | ------------------------------------------- |
| 1   | América de Cali (C)     | 92  | 54 | 27 | 11 | 16 | 75 | 58 | +17 | Fase de grupos da Taça Libertadores de 2020 |
| 2   | Junior Barranquilla (C) | 90  | 56 | 22 | 24 | 10 | 61 | 43 | +18 | Fase de grupos da Taça Libertadores de 2020 |
| 3   | Deportes Tolima         | 85  | 52 | 23 | 16 | 13 | 67 | 43 | +24 | Segunda fase da Taça Libertadores de 2020   |
| 4   | Deportivo Cali          | 79  | 52 | 22 | 13 | 17 | 68 | 57 | +11 | Primeira fase da Copa Sul-Americana de 2020 |
| 5   | Atlético Nacional       | 78  | 52 | 20 | 18 | 14 | 67 | 53 | +14 | Primeira fase da Copa Sul-Americana de 2020 |
| 6   | Millonarios             | 78  | 46 | 22 | 12 | 12 | 61 | 47 | +14 | Primeira fase da Copa Sul-Americana de 2020 |
| 7   | Deportivo Pasto         | 70  | 48 | 18 | 16 | 14 | 55 | 43 | +12 | Primeira fase da Copa Sul-Americana de 2020 |
| 8   | Cúcuta Deportivo        | 63  | 46 | 18 | 9  | 19 | 56 | 63 | −7  |                                             |
| 9   | Alianza Petrolera       | 60  | 46 | 14 | 18 | 14 | 39 | 41 | −2  |                                             |
| 10  | Independiente Medellín  | 59  | 40 | 16 | 11 | 13 | 62 | 50 | +12 | Segunda fase da Taça Libertadores de 2020   |
| 11  | Once Caldas             | 56  | 40 | 15 | 11 | 14 | 46 | 36 | +10 |                                             |
| 12  | Santa Fe                | 54  | 46 | 12 | 18 | 16 | 44 | 42 | +2  |                                             |
| 13  | Patriotas               | 50  | 40 | 12 | 14 | 14 | 39 | 51 | −12 |                                             |
| 14  | Envigado                | 47  | 40 | 10 | 17 | 13 | 45 | 48 | −3  |                                             |
| 15  | Atlético Bucaramanga    | 46  | 40 | 11 | 13 | 16 | 40 | 49 | −9  |                                             |
| 16  | Unión Magdalena         | 45  | 46 | 11 | 12 | 23 | 40 | 66 | −26 |                                             |
| 17  | La Equidad              | 42  | 40 | 8  | 18 | 14 | 40 | 46 | −6  |                                             |
| 18  | Rionegro Águilas        | 40  | 40 | 8  | 16 | 16 | 42 | 57 | −15 |                                             |
| 19  | Jaguares                | 38  | 40 | 8  | 14 | 18 | 31 | 61 | −30 |                                             |
| 20  | Atlético Huila          | 35  | 40 | 6  | 17 | 17 | 32 | 56 | −24 |                                             |

1. ↑  O Independiente Medellín classificou-se para a segunda fase da Taça Libertadores de 2020 como campeão da Copa da Colômbia de 2019.

## Rebaixamento
Quanto à tabela de rebaixamento para a Segunda Divisão da próxima temporada será levado em conta somente os resultados obtidos pelos clubes na fase classificatória da Liga Águila I e II de 2017, 2018 e da atual temporada. Quanto aos clubes promovidos da segunda divisão de 2018, os mesmos entrarão com os mesmos pontos e gols do clube que ocupa a 18.ª (décima oitava) posição da tabela da atual temporada. Os dois últimos colocados serão rebaixados para a divisão inferior de 2020. Em caso de igualdade entre duas ou mais equipes, são critérios de desempate: 1) melhor saldo de gols, 2) mais gols pró, 3) mais gols pró como visitante, 4) menos gols sofridos como visitante, 5) sorteio.
| Pos. | Equipe                 | 2017 | 2018 | 2019 | J   | GP  | GC  | SG  | Pts. | Rebaixamento                         |
| ---- | ---------------------- | ---- | ---- | ---- | --- | --- | --- | --- | ---- | ------------------------------------ |
| 1    | Atlético Nacional      | 87   | 71   | 66   | 118 | 162 | 87  | 75  | 224  |                                      |
| 2    | Independiente Medellín | 69   | 69   | 59   | 118 | 181 | 135 | 46  | 197  |                                      |
| 3    | Deportes Tolima        | 53   | 72   | 64   | 118 | 156 | 116 | 40  | 189  |                                      |
| 4    | Junior                 | 62   | 62   | 63   | 118 | 148 | 101 | 47  | 187  |                                      |
| 5    | Millonarios            | 69   | 51   | 67   | 118 | 151 | 114 | 37  | 187  |                                      |
| 6    | Deportivo Cali         | 53   | 58   | 67   | 118 | 153 | 126 | 27  | 178  |                                      |
| 7    | América de Cali        | 60   | 47   | 67   | 118 | 141 | 132 | 9   | 174  |                                      |
| 8    | Santa Fe               | 67   | 56   | 46   | 118 | 123 | 98  | 25  | 169  |                                      |
| 9    | Once Caldas            | 42   | 63   | 56   | 118 | 131 | 131 | 0   | 161  |                                      |
| 10   | La Equidad             | 53   | 61   | 42   | 118 | 120 | 111 | 9   | 156  |                                      |
| 11   | Atlético Bucaramanga   | 47   | 58   | 46   | 118 | 120 | 135 | −15 | 151  |                                      |
| 12   | Cúcuta Deportivo       | 46   | 42   | 59   | 118 | 139 | 166 | −27 | 147  |                                      |
| 13   | Deportivo Pasto        | 56   | 35   | 54   | 118 | 125 | 128 | –3  | 145  |                                      |
| 14   | Patriotas              | 45   | 49   | 50   | 118 | 108 | 137 | −29 | 144  |                                      |
| 15   | Alianza Petrolera      | 46   | 42   | 55   | 118 | 120 | 144 | −24 | 143  |                                      |
| 16   | Envigado               | 44   | 46   | 47   | 118 | 121 | 144 | −23 | 137  |                                      |
| 17   | Rionegro Águilas       | 39   | 57   | 40   | 118 | 111 | 145 | −34 | 136  |                                      |
| 18   | Jaguares               | 59   | 39   | 38   | 118 | 103 | 150 | −47 | 136  |                                      |
| 19   | Unión Magdalena (R)    | 46   | 42   | 44   | 118 | 124 | 163 | −39 | 132  | Rebaixados à Segunda Divisão de 2020 |
| 20   | Atlético Huila (R)     | 48   | 48   | 35   | 118 | 102 | 138 | −36 | 131  | Rebaixados à Segunda Divisão de 2020 |

## Estatísticas da temporada
| Gols | Jogador               | Time                   |
| ---- | --------------------- | ---------------------- |
| 21   | Germán Cano           | Independiente Medellín |
| 15   | Juan Dinenno          | Deportivo Cali         |
| 14   | Fernando Aristeguieta | América de Cali        |
| 10   | Carlos Peralta        | La Equidad             |
| 10   | Marco Pérez           | Deportes Tolima        |
| 9    | Jonathan Agudelo      | Cúcuta Deportivo       |
| 9    | Ricardo Márquez       | Unión Magdalena        |
| 7    | Hernán Barcos         | Atlético Nacional      |
| 6    | Fabián González       | Millonarios            |
| 6    | Luis González         | Deportes Tolima        |
| 6    | Jáder Obrian          | Rionegro Águilas       |
| 6    | Alexis Zapata         | Envigado               |

| Gols | Jogador              | Time                   |
| ---- | -------------------- | ---------------------- |
| 13   | Michael Rangel       | América de Cali        |
| 13   | Germán Cano          | Independiente Medellín |
| 11   | Juan Dinenno         | Deportivo Cali         |
| 10   | Carmelo Valencia     | Cúcuta Deportivo       |
| 9    | Jhon Vásquez         | Alianza Petrolera      |
| 7    | Daniel Muñoz         | Atlético Nacional      |
| 7    | José Guillermo Ortiz | Millonarios            |
| 7    | Maicol Balanta       | Santa Fe               |
| 6    | John Freddy Pérez    | Atlético Bucaramanga   |
| 6    | Feiver Mercado       | Deportivo Cali         |
| 6    | Jefferson Duque      | Santa Fe               |

## Premiação
| Campeonato Colombiano de Futebol de 2019 Primeira Divisão | Campeonato Colombiano de Futebol de 2019 Primeira Divisão |
| Liga Águila I                                             | Liga Águila II                                            |
| --------------------------------------------------------- | --------------------------------------------------------- |
| Junior Barranquilla Campeão (9º título)                   | América de Cali Campeão (14º título)                      |